# Dentobunus unicolor
Dentobunus unicolor is een hooiwagen uit de familie Sclerosomatidae.